# Home on the Range (película)
Home on the Range (titulada Zafarrancho en el rancho en España, y Vacas vaqueras en Hispanoamérica) es una película animada de 2004 producida por Walt Disney Feature Animation y estrenada por Walt Disney Pictures. Es la 45.ª película del canon de animación de Disney. Su nombre original proviene del himno estatal de Kansas, "Home on the Range".

## Argumento
En 1889 en Montana, Maggie es la única vaca que queda en Dixon Ranch después de que un ladrón de ganado buscado llamado Alameda Slim robó todo el resto del ganado del Sr. Dixon. Dixon, sin poder sostener el rancho sin su ganado, no tiene otra opción que vender a Maggie a Pearl Gesner, una mujer viuda, pero amable que dirige una pequeña, pero prospera granja llamada Rancho Paraíso. Sam Brown, el sheriff local, llega para decirle a Pearl que su banco está tomando medidas enérgicas contra los deudores. Pearl tiene tres días para pagar al banco $750 (una suma enorme de dinero para la época), o su granja se venderá al mejor postor. Al escuchar esto, Maggie convence a las otras vacas de la granja (Grace, una vaca despreocupada, y la Sra. Calloway, a quien se le ha subido el liderazgo a la cabeza) de ir a la ciudad para intentar ganar un premio en metálico en una feria. Mientras las vacas están en la ciudad, un cazarrecompensas llamado Rico (a quien Buck, el caballo del Sheriff, idolatra) deja a un criminal y recoge la recompensa. Afirmando que necesita un caballo de reemplazo para ir tras Alameda Slim mientras su propio caballo descansa, y se lleva a Buck.
Esa noche, se esconden entre una gran manada de novillos, cuando aparece Alameda Slim. Antes de que cualquiera de ellos pueda hacer algo, Slim comienza una canción de canto tirolés que envía a todo el ganado (excepto a Grace, que es sorda) a un trance que los hace bailar como locos y seguir a Slim a cualquier parte. Grace puede hacer que Maggie y la Sra. Calloway vuelvan a sus sentidos justo antes de que Slim cierre el paso detrás de él con un deslizamiento de rocas para evitar que Rico y los arrieros del ganado lo alcancen. Mientras Rico discute con los arrieros cuál será su próximo movimiento, Buck comienza a hablar con Maggie, Grace y la Sra. Calloway como viejos amigos e imitando acciones. Esto hace que Rico crea que Buck está asustado por las vacas, por lo que envía a Buck de regreso al Sheriff. Buck escapa, decidido a capturar a Slim, cueste lo que cueste, para demostrar su valía.
Maggie, Grace y la Sra. Calloway continúan su búsqueda de Slim, decididas a sobrepasar a Buck y llegar a Slim primero, guiándose por las huellas dejadas por la manada que robó, pero tienen consecuencias cuando pierden el rastro en una inundación repentina. La Sra. Calloway acusa a Maggie de querer perseguir a Slim solo como una venganza personal (Maggie ya les había dicho que Slim era el culpable de la pérdida de Dixon Ranch) y argumentando que ella y Grace están mejor sin Maggie. Las tres pasan la noche debajo de una gran roca, y Maggie decide irse a la mañana siguiente, mientras que Grace y la Sra. Calloway deciden regresar a Rancho Paraíso para decir su último adiós. Sin embargo, a la mañana siguiente, los despierta una liebre con patas de palo llamada Lucky Jack, que también ha perdido su hogar, una antigua mina, también a manos de Alameda Slim. Maggie decide ir tras Slim con Lucky Jack a cuestas, pero Grace convence a la Sra. Calloway de que la ayuden, con la condición de Maggie de marcharse de la granja una vez la salven con la recompensa. Lucky Jack lleva a las tres vacas a la guarida de Slim en la Mina del Echo, Slim revela que ha estado robando todo el ganado de sus antiguos patrones. Cuando sus antiguos patrocinadores ya no pueden mantener sus tierras, Slim las compra cuando pasan a subasta, bajo la apariencia de Yancy O'Dell, de aspecto respetable, usando el dinero que obtiene de la venta en el mercado negro del ganado que robó.
Después de llegar a la guarida de Slim, las vacas logran capturarlo. Se escapan con los cómplices de Slim y el comprador, el Sr. Wesley, persiguiéndolos en un tren de vapor. Rico llega y cuando la caótica persecución se detiene porque todos chocan contra el tren, y se revela que Rico trabaja para Slim. Buck tras enterarse de esto, se desilusiona, decide ayudar a las vacas y pelea contra Rico mientras liberan al otro ganado. Slim se pone su disfraz de Yancy O'Dell y deja las vacas varadas en medio del desierto con el tren, mientras él va a asistir, precisamente a la subasta del Rancho Paraíso. Sin embargo, las vacas, después de derrotar a los secuaces de Slim y liberar la manada, llegan en la locomotora a la granja justo antes de que Slim tome posesión de ella. Con la ayuda de los demás animales de la granja pelean contra Slim. Juntos logran poner a Slim en la chimenea del tren.
Slim empieza a cantar, Maggie trata de quitarse su collar para usarlo como mordaza y tratar de callar a Slim, lo consigue a medias pero pierde el conocimiento por el canto de Slim, en ese momento Grace aprovecha que el collar de Maggie está en el aire para patearlo y logra meterlo en la boca de Slim, y con eso Slim deja de cantar. El Sheriff procede a atar una cuerda al cuerpo de Slim mientras exclama: ¡Alameda Slim, estás arrestado!". Slim trata de zafarse de sus ataduras pero no lo consigue. En ese momento llegan Buck y Lucky Jack.
Después se muestra a Slim completamente atado y amordazado con un enorme pañuelo de color amarillo, dentro de un coche de la policía. El sheriff ordena que se lo lleven. Slim forcejea para poder liberarse, pero solo se alcanzan a escuchar sus gritos debajo de su mordaza. Con Slim capturado Rancho Paraíso se salva con el dinero de la recompensa, inclusive justo a tiempo para evitar que Pearl se marchase, ya resignada a su suerte.
Pasan algunas semanas, y en la feria del condado, la mayoría del ganado en Patch of Heaven ha ganado premios. Lucky Jack se muda con Jebb la cabra, y dos novillos de la manada que liberaron del tren, y el encantador y caballeroso corcel de Slim, Junior el búfalo, llegan inesperadamente para vivir en Rancho Paraíso, expandiendo la granja.

## Reparto
| Personaje     | Actor de voz original | Doblaje para Hispanoamérica | Doblaje para España    |
| ------------- | --------------------- | --------------------------- | ---------------------- |
| Maggie        | Roseanne Barr         | Consuelo Duval              | María Julia Díaz       |
| Sra. Calloway | Judi Dench            | Talina Fernández            | Paloma Escola          |
| Grace         | Jennifer Tilly        | Ely Guerra                  | Mar Bordallo           |
| Alameda Slim  | Randy Quaid           | Jaime López                 | Carlos Ysbert          |
| Buck          | Cuba Gooding Jr.      | Jesús Barrero               | Iván Muelas            |
| Lucky Jack    | Charles Haid          | Eduardo Tejedo              | Miguel Zúñiga          |
| Phil Willie   | Sam J. Levine         | David Filio                 | Fernando Cabrera       |
| Gil Willie    | Sam J. Levine         | David Filio                 | Fernando Cabrera       |
| Bill Willie   | Sam J. Levine         | David Filio                 | Fernando Cabrera       |
| Perla Gesner  | Carole Cook           | María Santander             | María Luisa Rubio      |
| Sheriff Sam   | Richard Riehle        | Francisco Colmenero         | José Ángel Juanes      |
| Abner Dixon   | Dennis Weaver         | Rogelio Guerra              | Jesús Jiménez          |
| Rico          | Charles Dennis        | Sebastián Llapur            | Juan Fernández Mejías  |
| Wesley        | Steve Buscemi         | Humberto Vélez              | Jesús Rodríguez "Rolo" |
| Audrey        | Estelle Harris        | Diana Santos                | Mayta Torres           |
| Jeb           | Joe Flaherty          | Jesse Conde                 | Luis Marín             |
| Patrick       | Patrick Warburton     | Ricardo Brust               | Rais David Báscones    |
| Barry         | Mark Walton           | Ricardo Brust               | Héctor Garay           |
| Bob           | Mark Walton           | Martín Hernández            | Vicente Gisbert        |
| Annie         | Ann Richards          | Claudia Garzón              | Begoña Hernando        |
| Rusty         | G.W. Bailey           | Raúl Aldana                 | Mario Martín           |
| Junior        | Lance LeGault         | Rubén Moya                  | Juan Luis Rovira       |
| Larry         | Marshall Efron        | Ricardo Tejedo              | Javier Etcheverry      |
| Ollie         | Charlie Dell          | Guillermo Aponte            | Manuel Bellido         |
| Kyle          | Bobby Block           | Michel Dussauge             | Auri Cruz              |
| Ryan          | Keaton Savage         | Memo Aponte Jr.             | David Balas            |
| Dillon        | Ross Simanteris       | Paly Dussauge               | Eduardo Sánchez        |
| Mollie        | Edie McClurg          | Patricia Acevedo            | María Jesús Gil        |

### Voces adicionales
| Personaje             | Doblaje para Hispanoamérica |
| --------------------- | --------------------------- |
| Anciano en la taberna | Esteban Siller Garza        |
| Gallo                 | Carlos Castro               |
| Salón Mujer 1         | Martha Adriana Juárez       |
| Conductor             | Raúl Aldana                 |

Como dato curioso, el falsete de la canción Yodel-Adle-Eedle-Idle-Oo en el doblaje para Hispanoamérica, interpretado por Jaime López, fue utilizado en los doblajes de español de España, portugués y francés europeo, alemán, húngaro, checo, croata, turco, ucraniano, ruso y chino cantonés.

## Producción
La preproducción de la película comenzó después del estreno de Pocahontas de 1995. En agosto de 2000, la película fue anunciada como Sweating Bullets y prevista para otoño de 2003. El título se cambió por el de Home on the Range en abril de 2002. 
Esta película fue originalmente programada para estrenarse en noviembre de 2003, pero la historia y los problemas de producción de Disney obligó a cambiar el estreno y estrenar antes Brother Bear (originalmente prevista para la primavera de 2004). El estudio también rompió con su tradición de estrenar grandes películas en Acción de Gracias o las vacaciones de verano (para maximizar el público familiar), su estreno siendo el 2 de abril.

## Recepción
Los críticos de cine dieron una crítica mixta, los comentarios negativos destacaron que el argumento era flojo. El 54% de los críticos dieron comentarios positivos en Rotten Tomatoes. El 50% de los críticos dieron comentarios positivos en Metacritic, basándose en 30 comentarios. Los usuarios dieron a la película un 4.2/10 basándose en 12 votos.
La película tuvo un presupuesto de alrededor de 110 millones de dólares (otras fuentes citan entre 80 y 100 millones), y recaudó 100 millones dólares en todo el mundo, por lo que acabó siendo un fracaso en taquilla.

## Banda sonora
| Título en inglés              | Título en español          | Música por  | Letras de    | Intérpretes                                                                | Intérpretes en español                                                               |
| ----------------------------- | -------------------------- | ----------- | ------------ | -------------------------------------------------------------------------- | ------------------------------------------------------------------------------------ |
| (You Ain't) Home On The Range | Este es nuestro hogar      | Alan Menken | Glenn Slater | Tim Blevins, Gregory Jbara, William H. Parry, Wilbur Pauley y Peter Samuel | Oscar Benavides Malpica, Alberto Castillo Peláez, Daniel Cervantes y Raúl Carballeda |
| Little Patch Of Heaven        | Pequeño Paraíso            | Alan Menken | Glenn Slater | K. D. Lang                                                                 | Ely Guerra                                                                           |
| Yodle-Adle-Eedle-Idle-Oo      | Yodle-Adle-Eedle-Idle-Oo   | Alan Menken | Glenn Slater | Randy Quaid. Está basada en "The Old Chisholm Trail"                       | Jaime López                                                                          |
| Will The Sun Ever Shine Again | ¿Brillará el sol otra vez? | Alan Menken | Glenn Slater | Bonnie Raitt                                                               | Ely Guerra                                                                           |
| Anytime You Need A Friend     |                            | Alan Menken | Glenn Slater | The Beu Sisters (Inglés)                                                   |                                                                                      |
| Wherever The Trail May Lead   |                            | Alan Menken | Glenn Slater | Tim McGraw (Inglés)                                                        |                                                                                      |